# Clayface
Clayface eller Lerfjæs er en superskurk, der optræder i amerikanske tegneserier, der bliver udgivet af DC Comics, normalt som en af superhelten Batmans modstandere. 
I de fleste inkarnationer har karakteren en ler-agtig krop og egenskaben til at ændre form.
Karakteren blev skabt af Bill Finger og Bob Kane, og han optrådte første gang i Detective Comics #40 (juni 1940).
I 2009 blev Clayface rangeret af IGN som den 73. bedste tegneserieskurk nogensinde.
Clayface har optrådt i en række version uden for tegneserier; Ron Perlman har lagt stemme til ham i DC Animated Universe (DCAU) og Alan Tudyk i Harley Quinn, og en live action version blev spillet af Brian McManamon i Gotham og Lorraine Burroughs spillede ham i Pennyworth.